# United Kingdom Subsatellite
United Kingdom Subsatellite (UKS) foi um dos três satélite artificial que fez parte da missão Active Magnetospheric Particle Tracer Explorers (AMPTE) lançado no dia 16 de agosto de 1984 a bordo de um foguete Delta 3924 a partir do Centro Espacial Kennedy.

## Características
O UKS era um subsatélite do IRM e foi injetado em uma órbita inicial com um período de 44,25 horas, uma inclinação orbital de 28,696 graus, um apogeu de 121.047,5 km e um perigeu de 6885,5 km. A sua função era ajudar a distinguir entre a estrutura espacial e as mudanças temporárias no plasma após a liberação de íons pelo satélite IRM. As medições foram similares às do IRM e incluíam campos magnéticos, íons positivos e elétrons, ondas de plasma e modulação nos fluxos de íons e elétrons. O satélite era estabilizado por rotação de 12 rpm e utilizava a banda S em suas comunicações. Dispunha de um sistema de propulsão por gás frio e um radar de VHF para permanecer a uma distância relativamente pequena do IRM, de poucas centenas de quilômetros. A alimentação elétrica do satélite falhou em 15 de janeiro de 1985 e reentrou na atmosfera em 8 de dezembro de 1988.

## Instrumentos
O satélite UKS levava os seguintes instrumentos:
- Analisador de modulação de partículas.
- Analisador tridimensional de elétrons.
- Analisador tridimensional de íons.
- Magnetômetro triaxial.
- Espectrômetro de ondas de plasma.